# Gyimesy Kásás Ernő
Gyimesy-Kásás Ernő (Gyergyószentmiklós, 1901. április 15. – New York City, Massachusetts, 1994. július) erdélyi magyar származású amerikai festőművész, rajztanár, író, újságíró, rádiós, zenész, fotóművész és filmszakértő.

## Életpályája
Középiskoláit Sepsiszentgyörgyön a Mikó Református Kollégiumban végezte el. Főiskolára való felkészülését első mestere Gyárfás Jenő irányította Sepsiszentgyörgyön. 1918-tól volt kiállító művész. 1919-ben átszökött a fronton. 1923-ban végzett a budapesti Képzőművészeti Főiskolán Glatz Oszkár és Benkhard Ágost oktatta. Egy életen át volt barátja és inspiráló művésztársa Varga Nándor Lajos. Egy ideig tanársegéd is volt a budapesti főiskolán. Ezután posztgraduális képzéseken vett részt Nyugat-Európában. 1925-ben kollektív, 1926-ban műtermi kiállítása volt Budapesten. 1927-től hosszabb ideig USA-ban élt. 1929-ben a Chicago Art Institute-ban továbbképzési tanulmányokat folytatott. 1929 után visszatért Budapestre, majd 1929 nyarán Sepsiszentgyörgyön a Székely Nemzeti Múzeum 50. évfordulóján rendezett kiállításon 7 képet ajándékozott a múzeumnak és elnyerte első aranyérmét. 1931-ben tért haza. 1933-ban, Budapesten rajztanári oklevelet szerzett. 1933 év végén visszatért Amerikába. 1933–34 évi Chicago World's Fair-en egy Mit adott a könyv az emberiségnek? című 12x2 m-es freskótervvel vett részt, amely végleges helyére az East Chicago-i városi könyvtárba került, majd az indianapolisi Art Institute rendelésére elkészítette a 2,44x3,35 m méretű Justicia freskótervét amely az East Chicago-i bíróság épületében nyert elhelyezést. Idehaza az 1925–1935 közötti időszakban saját egyéni műterem kiállításai voltak és a Nemzeti Szalonban csoportos kiállításokon vett részt. 1935-ben súlyos gerincsérülés miatt fel kellett hagynia a festéssel; Chicagói Légiszínház című rádióadás igazgató-bemondója lett, mellette újságírással is foglalkozott. 1935–1944 között az Amerikai Népszava állandó tudósítója volt. 1936-ban gyógyulása érdekében hazatért. 1938-ban a magyar filmhíradó részére készített egy térképet amelyen bemutatta magyarok elhelyezkedését és számát az USA államaiban. 1939–1944 között a Magyar Fényképész szerkesztője és a Magyar Film kiadóhivatal vezetője volt. 1939-ben lapjában először kapott nyilvánosságot a Magyar Fénykép- Múzeum terve. A bécsi döntések idején tudósított Beregszászról és Erdélyből. 1940–1944 között a Székely Nép állandó tudósítója volt. 1956-ban légoltalmi megbízott volt és jószolgálati tevékenységet végzett. Disszidált és már 1956 decemberében az USA-ban élő korábbi ismerősei révén segítette a magyar menekülteket. Bostonba került, nemsokára 1957/58 újév idején Doll and Richards Newbury Galleryben kiállítása volt. Tanított a Farleigh Dickinson Egyetemen, majd New Yorkban telepedett le. 1964–1994 között alapítója és ügyvezető elnöke volt a Külföldi Magyar Képzőművészek Világszövetségének. 1969–1988 között az Árpád Akadémia képzőművészeti osztályának elnöke volt; 20 éven át főrendezője volt az Árpád Akadémia kiállításainak. Első között volt a New York-i Magyar Ház létrehozásában, majd 1971-ben itt rendezte meg az első magyar könyv és sajtó napját. 1970-ben Párizsban a Grand Palais 1970 Le Salon kiállításon két festményét mutatták be. 1978-ban hazautazott Erdélybe; Sepsiszentgyörgyre látogatott és ott a Székely Nemzeti Múzeumban rendeztek egy önálló kiállítást tiszteletére. 1982. december 17. és 1983. január 30. között Budapesten megrendezett "Tisztelet a Szülőföldnek. Külföldön élő magyar származású művészek II. kiállítása" szereplőit nagy részben a művész akkor már (1977) USA-ban megjelent "Külföldi Magyar Hivatásos Képzőművészek" című lexikonának felhasználásával választották ki, illetve hívták meg. Dr. Szabó Lilla az általa szervezett művésztársaság által kiadott "Külön világban és külön időben" című könyve 11. oldalán írja: Gyimesy Kásás Ernő festőművész a Külföldi Magyar Képzőművészek Világszövetsége elnökének törekvése és elhivatottsága nélkül valószínűleg a képzőművészetünk szertegurúlt gyöngyszemeit is nehezen találnánk. Nála pontosabb meghatározását ebbéli munkájának mi sem tudnánk adni: »Egy darab magyar művészet-történelem« – mondta 1977 decemberében New York-ban "Jubileiumi köszöntés"-ként elhangzott beszédében. Életében utolsó saját kiállítása 1989. április 15. és május 1. között az East Chicago Public Library Robert A. Plastrick Branch Indiana könyvtárában a Mit adott a Könyv az emberiségnek freskója színhelyén volt, e műve 55 évi emlékműsorával egybekötött változatos programmal egybekötve. 1979-ig 3500 képet festett. A Magyar Nemzeti Galéria 3 művét, a Székely Nemzeti Múzeum 20, a New York-i Magyar Ház, a Torontói Magyar ház 1 művét, a Clevelandi Magyar Társaság és Árpád Akadémia 1-1 művét őrzi.

## Szervezeti tagságai
Magyar Újságíró Szövetség, Díszelnöke volt az American Hungarian Association-nak, Szt. László lovag, igazgatója volt az Amerikai Magyar Szövetségnek, tagja volt a Magyar Könyvtár és Történelmi Társulatnak és a Federation Francaise des Societes D'Art-nak.1969–1988 között az Árpád Akadémia képzőművészeti osztályának elnöke volt; 1990-től az amerikai Fészek Klub alelnöke volt.

## Magánélete
1927. november 5-én, Indiana-ban házasságot kötött Kelemen Erzsébettel. 1948-ban házasságot kötött Szigetváry Eszterrel, aki később New York-ban divatszalont nyitott. Gyereke nem született, örökösei és nyughelye nem ismertek.

## Freskói
- Mit adott a könyv az emberiségnek? (1933) East Chicagó város pályázati aranyérme.
- Justicia (1934) indianapolisi Art Institute aranyérme.

## Festményei (válogatás)
- Patak partján (1931)
- Székelykapu Zoltánban (1932)
- New York-i filmstúdió (1934)
- Chicago (1934)
- Tower Bridge
- Erdélyi falu
- Fonó lány
- Kikötő
- Bányászházak
- Erdőrészlet
- Nagybányai tájkép[10]

## Kiállításai

### Egyéni
- 1918, 1978 Sepsiszentgyörgy
- 1926, 1931, 1956, 1982 Budapest
- 1934 Chicago
- 1963 Nairobi, Cape Town, Johannesburg
- 1989 Mit adott a könyv az emberiségnek (East Chicago Indiana-Jubileumi)
- 2004 Justicia (East Chicago Indiana-Jubileumi)

### Csoportos (többnyire főrendező is)
- 1925, 1931-1933, 1935 Budapest, Nemzeti Szalon
- 1929 Sepsiszentgyörgy
- 1957 Boston[11]
- 1963 Johannesburg[12]
- 1968 Cleveland, Philadelphia
- 1969 Monaco, Appleton, Cleveland
- 1970 Párizs
- 1971 New York, Cleveland
- 1972  München
- 1973 Washington, Cleveland
- 1974-1981, 1983-1987 Cleveland
- 1975 Los Angeles
- 1977 Toronto
- 1979, 1984 New York
- 2000. március 4.-7. Clevelandi Magyar Múzeum

## Könyvei
- Külföldi magyar hivatásos képzőművészek (Könnyű L. Lászlóval, St. Louis, American Hungarian Review, 1977); angol nyelvű változatban is itt tovább;
- Professional Hungarian Artists Outside of Hungary (New York, 1978)[13]
- 100 év magyar művészei egy festő életrajzában 1880–1980 (New York, 1983)[13]

## Fényképezés, film, újságírás, levelezés

### Fényképezés
- Zádor Györgyi[14]
- Jávor Pál és Tóth Csaba Béla szülei Aradiak találkozója (1940, Tóth Csaba Béla gyűjtése)[15]
- Balogh István az új felvevőgép feltalálója (Magyar Film, 1943.07.07.-23. szám)[15]
- Liszt Ferenc leánya. (Amerikai Kanadai  Magyar Élet, 1979.01.07)

### Újságírás
- Magyarország a világkiállítás szívében (1935)
- Magyar film Amerikában (Magyar Film, 1939.július 29.)
- Gondolatok zsűrizés közben (Pergő képek; 1939. december)[16]
- Stílusos fekete Karádyval a Hunniában (Képes Sport, 1944. január 18.)
- Interjú Bánki Viktorral (Képes Sport, 1944. február 15.)
- A magyar híradó diadalútja (Magyar Film, 16. szám)

### Levelezés
Nagyon kiterjedt levelezést folytatott, szükségszerűen, hiszen a lexikona megírásához is szükséges volt. Ismert személyes levelei és fényképei vannak Kohári Attila keresztfiánál. Nagyrészt ismert tartalmu levelei vannak Saáry Éva költő nevén a Petőfi Múzeumban. Az erdélyi Nagy Imre festőművész levelező- és kiállítótársa is volt a Nemzeti Szalonban. Legjobb barátja Varga Nándor Lajossal és lányával is sokat levelezett.

## Díjai
- East Chicago város  pályázati díj (1934)
- Art Indianapolis város pályázati díj (1934)
- Székely Nemzeti Múzeum aranyérme (1929)
- Nemzetvédelmi Kereszt (1943)
- Árpád Akadémia aranyérme (1969)
- Árpád Szövetség Nagy Arany Árpád-csillag (1981)
- Hungarian Theatre and Art Association (1985)
- Grumbacher: Gold Medal és Press Award és életműdíj